# Stadtarchäologie

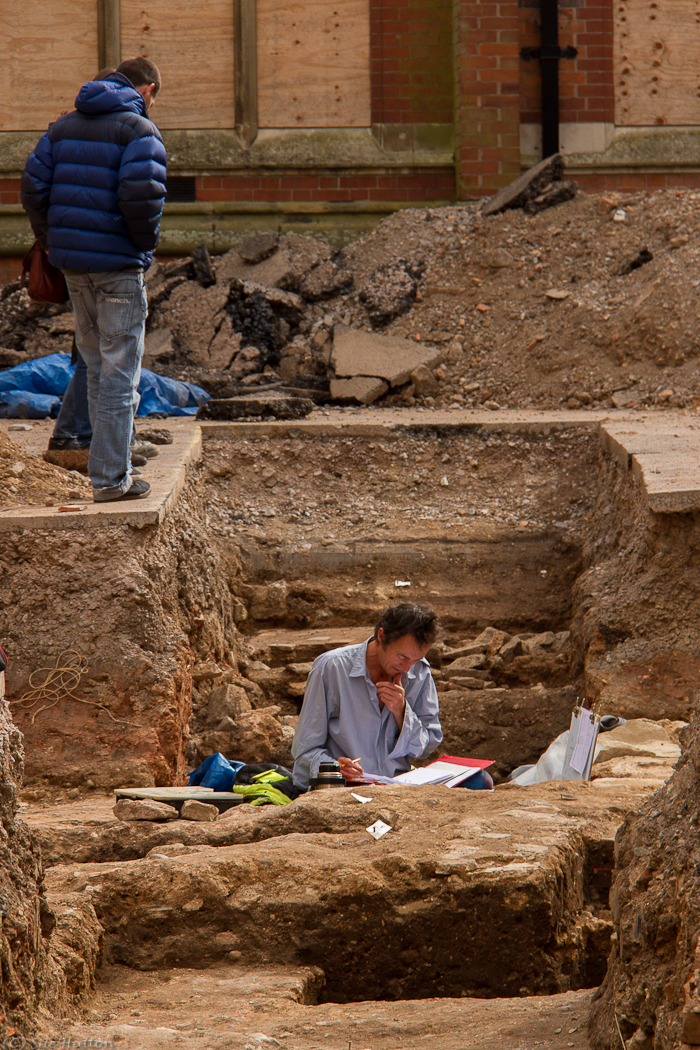
Ausgrabung in London, 2012

Als Stadtarchäologie wird die archäologische Erforschung der Geschichte heute noch existenter Städte bezeichnet. Im deutschen Raum bezieht sich der Begriff zumeist auf die Erforschung mittelalterlicher Städte, in denen sich die Archäologie des Mittelalters in der Nachkriegszeit in starkem Maße engagiert hat. Die Initiative dazu geht von Seiten der Bau- und Bodendenkmalpflege aus, die die Bedeutung des „Archivs unter dem Pflaster“ zunehmend erkannt hat.

## Phasen
Entsprechend der Geschichte der Nachkriegszeit nach dem Zweiten Weltkrieg hat die Stadtarchäologie mehrere Phasen durchgemacht:
- Vorkriegszeit: vereinzelte Untersuchungen durch Laien-Archäologen, meist als Baustellenbeobachtung
- Wiederaufbau: in den kriegszerstörten Städten wurde verschiedentlich die Chance genutzt, den Wiederaufbau archäologisch zu begleiten. Untersuchungen erfolgten mit geringen Mitteln und unter dem Druck des Wiederaufbaus. Beispiele sind die Stadtarchäologie in Frankfurt am Main oder auch in Ulm (Stadtgeschichtliche Forschungsstelle). Vielfach kam es nicht zur Publikation der Grabungen, da deren Auswertung sich als schwierig erwies.
- Die autogerechte Stadt: In den 1960er und 1970er Jahren setzte eine Umstrukturierung der Innenstädte zugunsten des Autoverkehrs ein. Die Anlage von Tiefgaragen führte zu flächigen Bodeneingriffen. Es entstanden stadtarchäologische Arbeitsgruppen oder Schwerpunktprogramme in zahlreichen Städten. Zu nennen ist hier neben Lübeck vor allem auch Braunschweig, Göttingen oder Köln, seit den 1980er Jahren auch Konstanz oder Freiburg im Breisgau.
- In der ehemaligen DDR bedeuteten vor allem die Investitionen nach der Wende einen Schub für die Stadtarchäologie, der vielerorts genutzt werden konnte und maßgeblich zu einer Etablierung auch einer Archäologie der Neuzeit beigetragen hat.

Im Rheinland, aber auch in West- und Südeuropa beschäftigt sich die Stadtarchäologie vorrangig mit den antiken Befunden der Römerzeit und arbeitet hier mit der Provinzialrömischen Archäologie zusammen.
Themen der Stadtarchäologie sind im Allgemeinen Entwicklung und Topographie der Städte, aber auch das Alltagsleben in verschiedenen Epochen.